# Antonia Ružić
Antonia Ružić (Orehovica, 20. siječnja 2003.) hrvatska je tenisačica.
Rodila se u Orehovici u Međimurju 20. siječnja 2003. godine. Počela je igrati tenis s pet godina.
Njen dosadašnji najbolji plasman u karijeri u pojedinačnoj konkurenciji prema WTA ljestvici je 101. mjesto, postignuto 26. svibnja 2025., čime je uvelike nadmašila 154. mjesto nakon što se plasirala u četvrtfinale WTA turnira u tuniskom Monastiru 2024. Također njen najbolji plasman u karijeri na WTA ljestvici u parovima je 544. mjesto, koje je dosegla 27. siječnja 2025. Ružić je osvojila 12 pojedinačnih naslova na ITF turnirima, prvi u Bad Waltersdorfu u Austriji 2021. godine.
Na ITF juniorskoj ljestvici njen najbolji plasman bilo je 84. mjesto, postignuto 26. srpnja 2021. Ružić je 2020. nastupila u juniorskoj konkurenciji na Australian Openu. Izgubila je u prvom kolu protiv Talie Gibson 4:6 i 4:6 u juniorskom singlu, ali ona i njezina partnerica Sofia Costoulas uspjele su doći do četvrtfinala u juniorskom paru, gdje je par ispao.
Ružić je debitirala za Hrvatsku u Fed Cupu 2020. godine.
Dobila je Nagradu Dražen Petrović 2019. godine.